# ولك يانسين
ولك يانسين (11 يناير 1995 ببلجيكا - ) هو لاعب كرة قدم بلجيكي في مركز الهجوم. لعب مع K.F.C. Dessel Sport ‏.

## وصلات خارجية
- ولك يانسين على موقع قاعدة بيانات كرة القدم.إي يو (الإنجليزية)
- ولك يانسين على موقع Soccerway.com (الإنجليزية)